# Tapdrup
Tapdrup is een plaats in de Deense regio Midden-Jutland, gemeente Viborg. De plaats telt 466 inwoners (2008).